# Muséum d'Oslo

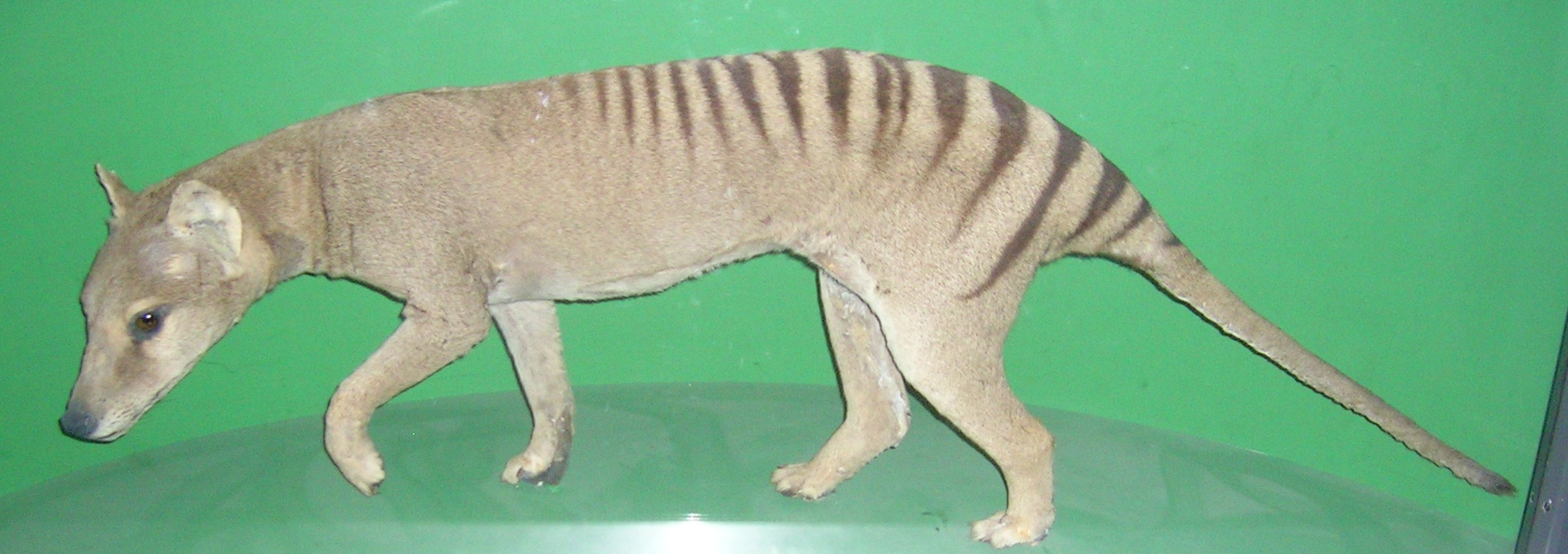
Spécimen naturalisé de thylacine au Muséum d'Oslo

Le Muséum d'Oslo (en norvégien : Naturhistorisk museum, NHM) est le musée d'histoire naturelle le plus ancien de Norvège. Son siège est à Oslo.

## Historique
L'histoire du Muséum est étroitement liée à celle du jardin botanique de l'université d'Oslo, fondé en 1814. Les départements du Muséum en botanique, géologie et zoologie ont été fondés un siècle plus tard, lorsque l'université d'Oslo est devenue trop petite pour abriter les collections. Waldemar Christopher Brøgger et Nordal Wille furent à l'initiative de cette fondation.
Pendant la majeure partie du XXe siècle, le jardin botanique et le Muséum était organisés en cinq entités qui fusionnèrent le 1er août 1999 en un seul complexe muséal dont le nom actuel date de 2005.